# 郭增祿
郭增祿，山西長子縣人。清朝政治人物、進士出身。
同治十年，登进士，授刑部主事。